# Шелл-Ривер (тауншип, Миннесота)
Шелл-Ривер (англ. Shell River) — тауншип в округе Уодина, Миннесота, США. На 2000 год его население составило 276 человек.

## География
По данным Бюро переписи населения США площадь тауншипа составляет 93,6 км², из которых 90,1 км² занимает суша, а 3,5 км² — вода (3,71 %).

## Демография
По данным переписи населения 2000 года здесь находились 276 человек, 102 домохозяйства и 73 семьи.  Плотность населения —  3,1 чел./км².  На территории тауншипа расположено 185 построек со средней плотностью 2,1 построек на один квадратный километр. Расовый состав населения: 95,65 % белых, 0,72 % афроамериканцев, 1,09 % коренных американцев и 2,54 % приходится на две или более других рас. Испанцы или латиноамериканцы любой расы составляли 0,72 % от популяции тауншипа.
Из 102 домохозяйств в 41,2 % воспитывались дети до 18 лет, в 61,8 % проживали супружеские пары, в 5,9 % проживали незамужние женщины и в 28,4 % домохозяйств проживали несемейные люди. 20,6 % домохозяйств состояли из одного человека, при том 2,9 % из — одиноких пожилых людей старше 65 лет. Средний размер домохозяйства — 2,71, а семьи — 3,16 человека.
29,3 % населения — младше 18 лет, 7,2 % — в возрасте от 18 до 24 лет, 29,3 % — от 25 до 44, 22,5 % — от 45 до 64, и 11,6 % — старше 65 лет. Средний возраст — 37 лет. На каждые 100 женщин приходилось 101,5 мужчин.  На каждые 100 женщин старше 18 приходилось 109,7 мужчин.
Средний годовой доход домохозяйства составлял 30 000 долларов, а средний годовой доход семьи —  33 750 долларов. Средний доход мужчин —  27 250  долларов, в то время как у женщин — 24 375. Доход на душу населения составил 16 529 долларов. За чертой бедности находились 5,0 % семей и 8,3 % всего населения тауншипа, из которых 3,6 % младше 18 и 15,4 % старше 65 лет.